# Bahnhof Monza Sobborghi
Der Bahnhof Monza Sobborghi (italienisch: Stazione di Monza Sobborghi) ist ein Haltepunkt in der norditalienischen Stadt Monza. Er liegt an der Bahnstrecke Monza–Molteno und wird von RFI betrieben.
Der Bahnhof wurde 1911 eröffnet, als Endpunkt der privaten Lokalbahn Monza–Molteno, die ab 1954 von den Ferrovie dello Stato betrieben wurde. Seither verkehren die Züge der Strecke vom Bahnhof Monza ab.
In den 1990ern wurde der Bahnhof zum Haltepunkt herabgestuft und die Nebengleise demontiert.

## Verkehr
| Linie | Verlauf |
| ----- | --- |
|       | Lecco – Valmadrera – Civate – Sala al Barro-Galbiate – Oggiono – Molteno – Costa Masnaga – Cassago-Nibionno-Bulciago – Renate-Veduggio – Besana – Villa Raverio – Carate-Calò – Triuggio-Ponte Albiate – Macherio-Canonica – Biassono-Lesmo Parco – Buttafava – Villasanta Parco – Monza Sobborghi – Monza – Sesto San Giovanni – Milano Greco Pirelli – Milano Porta Garibaldi |